# Lintneria arthuri
Lintneria arthuri là một loài bướm đêm thuộc họ Sphingidae. Loài này có ở Bolivia.
Sải cánh khoảng 114 mm. Cá thể trưởng thành mọc cánh vào tháng 11 và tháng 12.
Ấu trùng có lẽ ăn các loài Lamiaceae (như Salvia), Hydrophylloideae (như Wigandia) và Verbenaceae species (như Lantana).